# Adam Taubitz
Adam Taubitz, född 7 oktober 1967 i Chorzów i Polen, är en tysk jazzmusiker, klassisk musiker (violinist, trumpetare och gitarrist), orkesterledare och kompositör.